# SS Zeeland (1901)
SS Zeeland byl britský a belgický zaoceánský parník společnosti International Mercantile Marine Co. Protože měl německé jméno, během 1. světové války nesl méně německy znějící SS Northland. Po nějakou dobu sloužil i jako transportní loď pod jménem HMT Northland. Po válce se opět jmenoval Zeeland, ale později byl přejmenován na SS Minnesota. Nejčastěji plul pro Red Star Line, ale sloužil také pro White Star Line, International Navigation Company, American Line a Atlantic Transport Line.

## Počátky
V červenci 1899 vytvořila Red Star Line plány na čtyři velké zaoceánské parníky. První dva, Vaderland a Zeeland, měly být postaveny v loděnicích John Brown & Company ve Skotsku a zbylé dva, Kroonland a Finland, v loděnicích William Cramp and Sons ve Philadelphii. Po spuštění na vodu 24. listopadu 1900 absolvoval svoji první plavbu z Antverp do New Yorku 13. dubna 1901.
Na této lince dále sloužil společně s Vaderlandem a po jejich dokončení i s Kroonlandem a Finlandem. V dubnu 1910 byl pronajmut White Star Line na linku Liverpool - Boston, na níž sloužil do září 1911. Následující rok sloužil opět na lince Antverpy - New York pro Red Star Line. V červenci 1912 byl převeden pod belgickou vlajku, ale sloužil pořád na stejné lince pro stejnou společnost.

## První světová válka
Po vypuknutí první světové války v dubnu 1914 byl Zeeland převeden pod britskou vlajku a sloužil na trase Liverpool - New York. Po pronajatí White Star-Dominion Line se nejprve plavil do Quebecu a Montrealu, později do Halifaxu a Portlandu. Na počátku roku 1915 byl přejmenován na neněmecké jméno SS Northland. Pod International Navigation Company sloužil nadále na stejné trase, než se vrátil zpět na linky do Montrealu.
Po období, během kterého sloužil jako transportní loď pod jménem HMT Portland, se opět vrátil v srpnu 1916 White Star-Dominion Line. Od dubna 1917 pak sloužil na trase Liverpool - Halifax.

## Pozdější období
V únoru 1919 začal sloužit na trase Liverpool - Philadelphia pro American Line. Po rekonstrukci byl vrácen pod původním jménem Zeeland zpět Red Star Line na trasu Antverpy - Southampton - New York, kde sloužil od srpna 1920. V dubnu 1923 byl upraven a měl kabiny jen první a třetí třídy. Na svou první plavbu pro Red Star Line se vydal 8. října 1926. V roce 1927 byl prodán společnosti Atlantic Transport Line a přejmenován na SS Minnesota a od dubna začal sloužit na trase Londýn - New York. Po své poslední plavbě v září 1929 byl prodán a sešrotován v Inverkeithingu v roce 1930.